# 2012年度美國國防授權法
2012财政年度美国国防授权法案（英語：National Defense Authorization Act for Fiscal Year 2012）是由美国总统奥巴马于2011年12月31日签署的一项法案。该法案共计拨款6,620亿美元给“美国防御及海外利益”。
奥巴马表示，该法案用于解决国家安全计划、国防部的医疗费用、国内外的反恐及军队现代化建设等问题。

## 內容

### 法庭外无限拘禁 第1021款

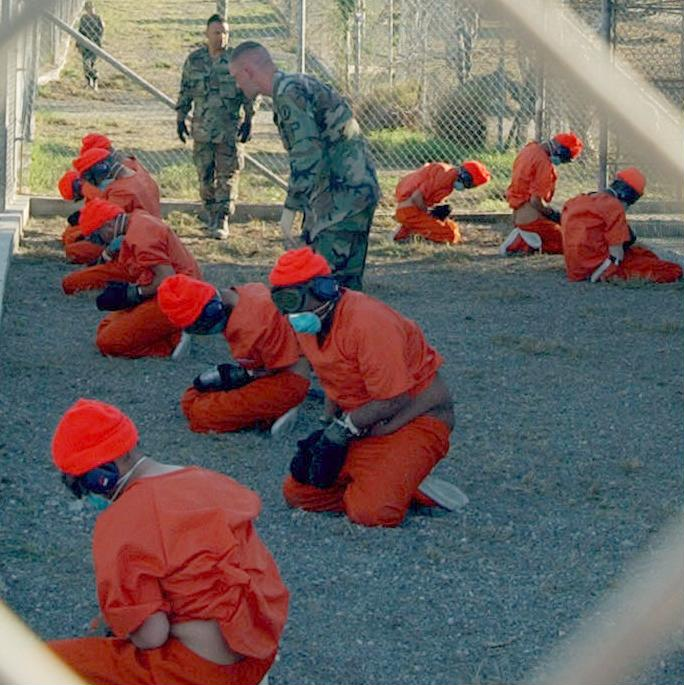
于2002年1月抵达Camp X-Ray的被拘留者。2006年5月, 联合国反酷刑委员会谴责了关塔那摩湾对待囚犯的方式，认为无限期拘留本质上违背了联合国禁止酷刑公约。

美国国防授权法案关于拘留的章节以“肯定”总统具有关于对恐怖分子使用军事力量的授权(AUMF)规定的权力开始。关于对恐怖分子使用军事力量的授权是直接受911袭击事件影响而通过的两议院共同决议案。该决议案赋予总统基于战争法使用美军拘留任何“属于或暗中支持基地组织、塔利班，或涉及相关敌视美国及其盟友的团体”的人（包括美国公民），以及任何卷入对美国或其盟友的“交战行为”以帮助这些团体的人的权力，“无须审判，直到关于对恐怖分子使用军事力量的授权所定义的敌对行为结束为止”。